# Microrégion de Tobias Barreto

Localisation de la microrégion de Tobias Barreto

La microrégion de Tobias Barreto est l'une des quatre microrégions qui subdivisent l'Agreste de l'État du Sergipe au Brésil.
Elle comporte 3 municipalités qui regroupaient 109 210 habitants en 2006 pour une superficie totale de 2 061 km².

## Municipalités[1]
- Poço Verde
- Simão Dias
- Tobias Barreto